# Empedomorpha empedoides
Empedomorpha empedoides là một loài ruồi trong họ Limoniidae. Chúng phân bố ở miền Tân bắc.